# Aimée Antoinette Camus
Aimée Antoinette Camus (1879 – 1965) va ser una botànica francesa que estudià especialment les orquídies. Va nomenar un total de 677 espècies vegetals al llarg de la seva vida.

## Biografia
Visqué a L'Isle-Adam, una població a una cinquantena de quilòmetres al nord de París, on es feien moltes espècies d'orquídies. Aquest fet, conjuntament amb la influència del seu pare, Edmond Gustave Camus, orquidòleg i botànic, marcà la seva carrera i la seva predilecció per les orquídies. En fer-se gran, Camus col·laborà fent la part anatòmica (era una molt bona dibuixant) dels diversos llibres que elaborà, conjuntament amb altres professionals com el seu pare o els també botànics Paul Bergon i Paul Henri Lecomte que tingueren cura de la part taxonòmica.
Aimée Camus també va completar i publicar una obra inacabada del seu pare, mort de poc. Es tracta de l'Iconographie des Orchidées d'Europe et du Bassin Méditerranéen, amb col·laboració del botànic Lecomte en la part taxonòmica. Camus s'especialitzà en l'estudi de les orquídies europees, de les que en descrigué i classificà els híbrids intergenèrics següents:
- Cephalanthera damasonium x Cephalanthera longifolia = Cephalanthera schulzei E.G.Camus & Bergon & A.Camus, 1908
- Coeloglossum viride x Dactylorhiza incarnata = Dactyloglossum guilhotii E.G.Camus & Bergon & A.Camus, 1908
- Coeloglossum viride x Dactylorhiza maculata = Dactyloglossum dominianum E.G.Camus & Bergon & A.Camus, 1908
- Coeloglossum viride x Dactylorhiza majalis = Dactyloglossum drucei A.Camus, 1928
- Coeloglossum viride x Gymnadenia conopsea = Gymnaglossum quirkii A.Camus, 1928

## Obres
- E.G.Camus, Mlle. A.Camus Plantes récoltées à Morcles (canton de Vaud) et à la montagne de Fully (Valais) Paris: May et Motteroz, s.d. Extret de Bulletin de la Société botanique de France XLI 1894
- A.Camus & E.G.Camus Classification de saules d'Europe et monographie des saules de France Paris: J.Mersch, 1904-5
- E.G.Camus, A.Camus Atlas de la monographie des saules de France Paris: imp. de Monrocq, 1906
- E.G.Camus, P.Bergon, A.Camus Monographie des orchidées de l'Europe de l'Afrique septentrionale, de l'Asie Mineure et des provinces russes transcaspiennes Paris: J.Lechevalier, 1908[2]
- E.G.Camus, A.Camus Florule de Saint-Tropez et de ses environs immédiats Paris: Paul Lechevalier, 1912
- Espèces et variétés de riz de l'Indochine Paris: Laboratoire d'Agronomie coloniale, 1913
- Les Cyprès (Genre Cupressus): monographie systématique, anatomie, culture, principaux usages Paris: Paul Lechevalier, 1914
- Note sur les orchidées de la Vallée de Thorenc, article a Riviera scientifique 5 (1918)
- Note sur quelques orchidées de Vence et de ses environs, article a Riviera scientifique 6 (1919)
- Les Fleurs des marais, des tourbières, des cours d'eau, des lacs et des étangs (plantes palustres et aquatiques) Paris: P. Lechevalier, 1921
- E.G.Camus & A.Camus & H. Lecomte Iconographie des Orchidées d'Europe et du Bassin Méditerranéen Paris: P.Lechevalier, 1921-1929[3]
- Flore générale de l'Indo-Chine. Tome septième. Première partie, Eriocaulonacées à Graminées
  - E.G.Camus & Mlle. A.Camus Graminées, fascicles III a V. Paris: Masson & Cie., 1922-1923
- Les arbres, arbustes et arbrisseaux d'ornement Paris: Lechevalier, 1923
- Quelques anomalies florales chez les orchidées, article a Bulletin de la Société botanique de France 71 (1924)
- Un cyprès nouveau du Tassili [Cupressus dupreziana], article a Bulletin du Musée d'Histoire Naturelle 32 (1926)[4]
- Les châtaigniers: monographie des genres Castanea et Castanopsis Paris: P. Lechevalier, 1929
- Les Chênes: monographie du genre Quercus [i Lithocarpus] Paris: Paul Lechevalier, 1938-1954